# Даннетт Янг
Даннетт Янг (англ. Dannette Young; нар. 6 жовтня 1964) — американська легкоатлетка, що спеціалізувалась на спринті, олімпійська чемпіонка та срібна призерка Олімпійських ігор.

## Кар'єра
| Рік             | Змагання         | Місто                | Місце           | Дисципліна            | Примітки        |
| Представник США | Представник США  | Представник США      | Представник США | Представник США       | Представник США |
| --------------- | ---------------- | -------------------- | --------------- | --------------------- | --------------- |
| 1988            | Олімпійські ігри | Сеул, Південна Корея | 1               | естафета 4×100 метрів | 42.39           |
| 1991            | Чемпіонат світу  | Токіо, Японія        | 6               | 200 метрів            | 22.87           |
| 1991            | Чемпіонат світу  | Токіо, Японія        | —               | естафета 4×100 метрів | DNF             |
| 1992            | Олімпійські ігри | Барселона, Іспанія   | 2               | естафета 4×400 метрів | 3:22.29         |
| 1993            | Чемпіонат світу  | Штутгарт, Німеччина  | 8               | 200 метрів            | 23.04           |
| 1996            | Олімпійські ігри | Атланта, США         | 5 (півфінали)   | біг на 200 метрів     | 22.49           |